# Cenci Schossig
Cenci Schossig, verheiratete Cenci Winds, eigentl. Kreszenz Schossig (* vor 1865 in Leitmeritz; † 1. März 1884 in Obernigk, Kreis Trebnitz) war eine deutsche Theaterschauspielerin.

## Leben
Sie war die Tochter der aus Leitmeritz stammenden Josefa Schossig. Nach Anfängen am Thalia-Theater in Hamburg debütierte sie Ende August 1865 in Linz und wirkte an den Hoftheatern in Wiesbaden von 1869 bis 1875, Dessau, Oldenburg und zuletzt am Stadttheater in Berlin. Sie vertrat das Fach der naiven Liebhaberinnen und Salondamen und galt allgemein als sehr gute Schauspielerin.
Verheiratet war sie seit 1879 mit ihrem Schauspielkollegen Adolf Winds (1855–1927).